# عبد الكريم عبد القادر
عبد الكريم عبد القادر (13 يونيو 1941 - 12 مايو 2023) مغنٍ كويتي لقب بالصوت الجريح في عام 1988 بعد أغنيته المشهورة «أجر الصوت».

## سيرته
ولد عبد الكريم عبد القادر في 13 يونيو 1941، في محلة الزهيرية في مدينة الزبير، لعائلة المزين التي تعود أصولها إلى مدينة الزبير، عمل موظفًا في وزارة الداخلية بدولة الكويت، ثم نقل خدماته إلى وزارة الإعلام قسم الموسيقى إلى أن تقاعد، وكان لطفولته بمعاناتها وظروفها، تأثيرها في كل مراحل حياته الفنية. ولأن صوته جميل ولديه حس فني، تبناه أكثر من ملحن ومؤلف كانوا وراء معرفة الجمهور به، من هؤلاء الفنان يوسف المهنا الذي لحن له أغنية دينية بعنوان «شوقي سعى إلى المدينة»، ومن الأغنيات التي قدّمها عبد الكريم عبد القادر في بداية حياته ولاقت استحسانا هي «تكون ظالم»، كلمات محمد محروس وعبد الرحمن البعيجان، و«سرى الليل يا قمرنا»، كلمات الدكتور عبد الله محمد العتيبي وألحان أحمد باقر، وكانت بداية الملحن مصطفى العوضي مرتبطة بالفنان عبد الكريم عبد القادر، حيث لحّن له أغنية «خليك معاي في الراي»، وهي المحاولة الأولى له في دنيا التلحين، غناها ولاقت استحسانًا كبيرًا من الجمهور، وهي من كلمات مبارك الحديبي، وبعد النجاح الذي حققته تلك الأغنية، جدّد الثنائي تعاونهما في أغنية قدماها في بداية السبعينات، من كلمات الشاعر يوسف ناصر بعنوان «آه يا الأسمر يا زين»، صوِّرت في استديوهات التلفزيون. كذلك قُدمت في مجموعة من الجلسات الشعبية التلفزيونية، ولم تغب عن الحفلات التي كان يشارك فيها عبد الكريم عبد القادر في مناسبة الأعياد الوطنية والمناسبات الرياضية وغيرها، واستمرت مرافقته لمسيرته الفنية حتى نهاية السبعينات.

## مشواره الفني
كانت بدايته على الموشحات الدينية تعاون في بداياته مع الملحن عبد الرحمن البعيجان وتعاون مع الملحن الدكتور عبد الرب إدريس في الكثير من مراحل حياتة الفنية كذلك تعاون مع الأستاذ طلال مداح في العديد من أعماله المميزة مثل ألبوم شفتك. وأصدر عبد القادر عام 1994 ألبومه «شفتك» والذي تميز بتجربة التواصل مع وجوه جديدة من المبدعين الشعراء والملحنين. حظي ذلك الألبوم برعاية خاصة، حيث تعاون مع عدد من الشعراء البارزين من بينهم: الأمير خالد الفيصل، دايم السيف، الأمير فهد بن خالد، الأمير سعود بن بندر، مبارك الحديبي، الأمير محمد بن عبد الله الفيصل.
في عام 1962، قدم عازف العود الراحل صالح النافع الفنان عبدالكريم عبدالقادر إلى الإذاعة الكويتية، حيث أدى أمام لجنة تحكيم تضم الأستاذين نجيب رزق الله وسعود الراشد أغنية خايف أقول اللي في قلبي للموسيقار محمد عبدالوهاب، بمرافقة المطرب مصطفى أحمد على العود. كما كان الملحن يوسف المهنا من أبرز الداعمين لمسيرته، حيث قدّمه عام 1966 من خلال أغنية دينية بعنوان شوقي سعى إلى المدينة.
صدر عام 1995 ألبوم آخر لعبد القادر بعنوان «آن الأوان» الذي جاء بعد عام ونصف من التحضيرات والجهد الفني المتواصل. من أغنيات الألبوم: «من قال أنا ما أبيك»، كلمات عبد اللطيف البناي وألحان أنور عبد الله، «حسين الوصايف» من فن السامري، كلمات خالد البذال وألحان سليمان الملا، «يا ماخذ الأيام»، كلمات ساهر، «البارحة» كلمات مبارك الحديبي وألحان طلال مداح»، «العمر الجديد» كلمات بدر بورسلي وألحان د. عبد الرب إدريس.
قدم في عام 1994 ألبوم «الحنين»، من الأغنيات التي تضمنها «ليل الدجى»، كلمات الأمير فيصل بن سلطان وألحان خالد عبد الكريم، و«من بعد الغربة»، كتبها الفيصل وبلحن خالد عبد الكريم.
وقد أصدر العديد من الألبومات الناجحة خلال مشواره الفني لدرجة أنه كان في بعض السنوات يصدر ألبومين أو أكثر نظراً لتهافت شركات الإنتاج والشعراء والملحنين على صوته الذي يتسم بميزات متفردة في تاريخ الاغنية العربية.
طرح عبد الكريم عبد القادر عام 1998 ألبوماً جمع نخبة من الكتاب والملحنين، من بينهم الشاعر الغنائي بدر بورسلي وعبد اللطيف البناي وساهر. كذلك استقطب عددا من الملحنين الشباب مثل مشعل العروج وطارق العوضي، بالإضافة إلى صالح يسلم عبيدون الذي لحّن «وقت التسامح» و«تغيرتوا».
فاز عبد الكريم عبد القادر بالجائزة الذهبية في مهرجان القاهرة الرابع كأفضل فنان لعام 1998، وحصلت أغنية شخبارك على الجائزة الفضية كأفضل أغنية مصوّرة، وهي من تأليف الشاعر الغنائي عبد اللطيف البناي وألحان الدكتور عبد الرب إدريس وإخراج يعرب بورحمة.
شهدت فترة السبعينات تعاونًا مثمرًا بين عبد الكريم عبد القادر والشاعر بدر بورسلي والملحن د. عبد الرب إدريس، وكان نتائجه أغنيات جميلة منها: «تأخرتي»، كذلك قدّم الثلاثي أغنيتين هما: «باختصار» و«زوار». كذلك قدموا أغنيتي «أعترف لج»، و«غريب» التي فكر عبد القادر بإعادة تقديمها بتوزيع وتصوير تلفزيوني جديدين لأنها ما زالت مطلوبة من الجمهور .

## حياته الأسرية
تزوج منذ عام 1967، وأنجب خمسة أولاد هم: خلود، وإيمان، وخالد، ومحمد، وفيصل، وهو خال الفنان الكويتي علي عبد الله.

## الجوائز والتكريم
حصل على العديد من الجوائز من ضمنها:
- جائزة الإسطوانة البرونزية عن ثالث أفضل أغنية وهي أغنية جمر الوداع في مهرجان القاهرة الغنائي في التسعينات.
- جائزة أفضل أغنية عن أغنية شخبارك وذلك في مهرجان القاهرة الغنائي سنة 1998.
- كُرِّم في مهرجان القرين الثقافي الرابع والعشرين.
- كُرِّم في مهرجان الكويت للموسيقى عام 2015.
- كُرِّم في مهرجان "شتاء طنطورة" في السعودية عام 2019.

## وفاته
توفي عبد الكريم عبد القادر مساء يوم الجمعة 22 شوال 1444 هـ الموافق 12 مايو 2023 في مستشفى جابر الأحمد عن عمر يناهز 81 عام بعد صراع مع المرض.

## أعماله الفنية
1. زوار (ألبوم - 1968 - إنتاج صوت وصورة)
2. مركب غرامي (ألبوم - 1970- إنتاج صوت وصورة)
3. تكون ظالم (ألبوم - إنتاج صوت وصورة)
4. عاشق (ألبوم - 1973 - إنتاج صوت وصورة)
5. غريب (ألبوم صغير - 1976 - إنتاج النظائر)
6. أعترفلك (ألبوم صغير - 1978 - إنتاج النظائر)
7. تأخرتي (ألبوم صغير - 1978 - إنتاج النظائر)
8. وين مرساك (ألبوم - إنتاج رومكو)
9. باختصار (ألبوم صغير - 1980 - إنتاج النظائر)
10. وداعية (ألبوم - 1984 - إنتاج بوزيدفون)
11. أحوال العاشقين (ألبوم - 1986 - إنتاج بوزيدفون)
12. الله معاي (ألبوم - 1986 - إنتاج بوزيدفون)
13. الجرح الخطير (ألبوم ثانوي - 1987 - إنتاج فنون الإمارات)
14. محال (ألبوم - 1987 - إنتاج النطائر)
15. إلى ((م)) (ألبوم ثانوي - 1988 - إنتاج فنون الإمارات)
16. الصوت الجريح (ألبوم - 1988 - إنتاج النظائر)
17. يا داعج العين (ألبوم صغير - 1988 - إنتاج هزيع)
18. أنا ويلي (ألبوم - 1989 - إنتاج فنون الجزيرة)
19. هذا أنا (ألبوم - 1990 - إنتاج النظائر)
20. روائع الفنان عبد الكريم عبد القادر (البوم تجميع - 1990 - إنتاج موسسة قطرنا الإعلامية)
21. أحمدك يا رب (وطني - 1991 - إنتاج دندون)
22. أنا من الأيام (سنجل - 1992 - إنتاج فرسان)
23. أسمع صدى صوتك (ألبوم صغير - 1992 - إنتاج النطائر)
24. ما طاعني (ألبوم صغير - 1992 - إنتاج مركز الصوت الجريح)
25. ظماي إنت (ألبوم - 1993 - إنتاج النظائر)
26. بين وبينك (ألبوم صغير - 1993 - إنتاج النظائر)
27. شفتك (ألبوم - 1993 - إنتاج فنون الجزيرة) من ألحان طلال مداح
28. الجزء الأول (البوم تجميع - 1994 - إنتاج بوزيدفون)
29. الجزء الثاني (البوم تجميع - 1994 - إنتاج بوزيدفون
30. من بعد غربة (ألبوم صغير - 1994 - إنتاج النظائر)
31. ساعة الفرحة (ألبوم ثانوي - 1995 - إنتاج التكامل)
32. آن الأوان (ألبوم - 1995 - إنتاج النظائر)
33. الحبيبة (ألبوم - 1995 - إنتاج النظائر)
34. راجع (ألبوم - 1996 - إنتاج فنون الجزيرة)
35. أغني لك (ألبوم - 1997 - إنتاج فنون الجزيرة)
36. شخبارك (ألبوم - 1998 - إنتاج النظائر)
37. ودعتها (ألبوم - 1999 - إنتاج النظائر)
38. وينك (ألبوم - 2001 - إنتاج النظائر)
39. من بين الناس (ألبوم - 2002 - إنتاج النظائر)
40. من بين الناس (عود - 2002 إنتاج النظائر)
41. رسالة من امرأة (ألبوم - 2004 - إنتاج النظائر)
42. بسيطة (ألبوم - 2005 - إنتاج النظائر)
43. رومنسيات 1 (البوم تجميع - 2006 - إنتاج النظائر)
44. رومنسيات 2 (البوم تجميع - 2006 - إنتاج النظائر)
45. رومنسيات 3 (البوم تجميع - 2006 - إنتاج النظائر)
46. أشتاق لك (ألبوم - 2007 - إنتاج فنون الجزيرة)
47. ما همها شيء (سنجل - 2008 - إنتاج النظائر)
48. إنتظرتك (ألبوم - 2010 - إنتاج بلاتينوم)
49. نامت عيوني (جلسة - 2013 - إنتاج روتانا)
50. خذني الوله (ألبوم - 2014 - إنتاج إذاعة دولة الكويت)
51. مرايا العيون (البوم 2015)
52. اكذب عليك (أغنية منفردة 2016)
53. مالك شبيه (ألبوم 2016)
54. قربك حياة (سنجل 2017)
55. يا قلبي انساهم (سنجل 2017)
56. وقفي (ألبوم 2018)
57. التقينا (أغنية منفرده 2018)
58. إللي يحبك (أغنية منفرده 2018)
59. بالحيل أحبك (ألبوم 2019)
60. لا تروح (أغنية منفرده - 2021 - إنتاج روتانا)
61. البوم (انسى الحنين - 2022 - إنتاج وزارة الاعلام الكويت)

## فيديو كليبات
- وطن النهار
- من بين كل الناس
- غريب
- عاشق
- اشعدا ما بدالك
- إشتقتلك
- كل الحب
- آجر الصوت
- مكانه الخالي
- اشتاقلك
- للصبر آخر
- شخبارك
- الله معاي
- يا زين
- وداعية
- مشتريه
- راجع
- باختصار
- ردي الزيارة
- ما امنعك
- عاشق
- جمر الوداع
- اعترفلك
- بيني وبينك
- أنادي
- أنا رديت
- في عيون البشر
- غيب وأنا غيب
- حتى النظر
- تأخرتي
- الصوت الجريح
- آخر كلام
- ظماي أنت
- هو الليل
- قمرنا
- محال
- مرني
- لا خطاوينا
- يا داعج العين
- أقول في نفسي
- يطري على الوله
- الحب لك وحدك
- كل الجراح
- وينك
- لأ تخيل
- نعم نحبك
- سهارى
- طيف الأحبة
- قريت سلام الوداع
- مشوار زين الحلا
- هذا أنا
- ودعتها
- محال
- في عيون البشر
- تكون ظالم
- اعترفلج
- أم الثلاث أسوار
- تدلل
- طيبة الخاطر
- لا توادع